# Asakusa Kid (livre)
Pour les articles homonymes, voir Asakusa Kid.
Asakusa Kid est un livre autobiographique de Takeshi Kitano paru la première fois au Japon en 1988 aux éditions Ohta Publishing, puis en livre de poche en 1992 aux éditions Shinchōsha
,
. Il est précédé par une chanson éponyme abordant le même sujet, écrite et interprétée par Kitano Takeshi lui-même en 1986.
Il y retrace le début de sa carrière comme comique de manzai au Français, un cabaret d'Asakusa ; c'est un hommage de Kitano à son sensei, le comédien Senzaburo Fukami

## Éditions françaises
- Takeshi Kitano (trad. du japonais par Karine Chesneau), Asakusa Kid, Paris, Denoël, coll. « Denoël & d'ailleurs », octobre 1999, 240 p. (ISBN 978-2-207-24884-3, BNF 37080168)
- Takeshi Kitano (trad. du japonais par Karine Chesneau), Asakusa Kid, Paris, Éditions du Rocher, coll. « Motifs », août 2001, 300 p. (ISBN 978-2-84261-279-5, BNF 37686603)

## Adaptations cinématographiques et théâtrales
En 2002 le cinéaste Makoto Shinozaki en fait une adaptation cinématographique sous le titre: Asakusa Kid.
En 2021 le réalisateur Gekidan Hitori (en) en fait une seconde adaptation cinématographique sous le titre: Asakusa Kid (en).
Une adaptation théâtrale sous forme d’une comédie musicale a été jouée à partir de 2023.